# Night Ferry
De Night Ferry was een nachttrein van de Compagnie Internationale des Wagons-Lits op de route Parijs-Londen waarbij de slaaprijtuigen met een veerboot de overtocht over het Kanaal maakten.

## CIWL

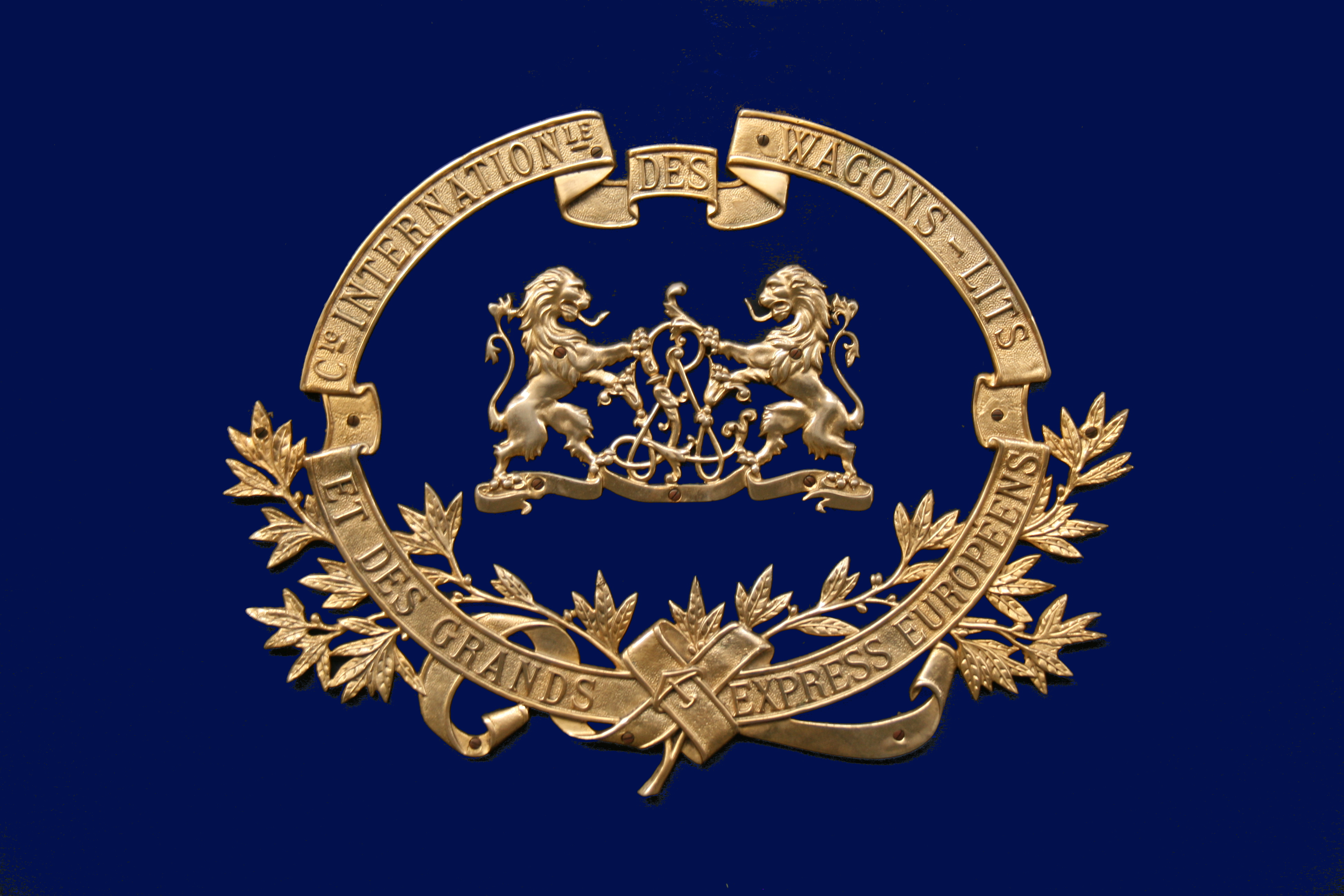
CIWL Logo

De dagverbindingen Club Train en Flèche d'Or waren wel een geïntegreerd pakket van boot en trein maar de reizigers moesten in de havens wel overstappen van trein op boot of omgekeerd. In 1936 werden in Duinkerken proeven genomen met een laadbrug en een veerboot om rijtuigen op een schip te laten rijden. Op deze manier zouden de reizigers in de trein kunnen blijven en zonder overstap van Parijs naar Londen of omgekeerd kunnen reizen. De trein reed voor het eerst op 14 oktober 1936, toen de eerste trein om 10.00 uur 's avonds vertrok vanaf London Victoria Station, die de volgende ochtend om 8.55 uur aankwam op Paris Gare du Nord. De volgende dag werd de dienst dagelijks in beide richtingen uitgevoerd. Een retour kostte £9,20 in de eerste klas, en £7,10 in de tweede. 

## Tijdens de Tweede Wereldoorlog
Bij het uitbreken van de Tweede Wereldoorlog reed de Night Ferry als normaal in de nacht van 3 op 4 september 1939. De nacht daarop werden de Franse rijtuigen en personeelsleden naar Frankrijk teruggebracht zonder passagiers. De drie veerboten werden tijdens de oorlog gebruikt in oorlogsdienst. Alle twaalf rijtuigen werden in 1942 door de Duitsers gevorderd voor dienst in Duitsland, er kwamen er zeven van terug.

## Na de oorlog
Na de oorlog werd de dienst hervat op 14 december 1947 vanaf Parijs, en de nacht daarop in beide richtingen. In 1957 werd een doorgaand rijtuig naar Brussel toegevoegd. In 1967 werd een doorgaand rijtuig naar Bazel toegevoegd, maar dit was geen succes, en deze dienst eindigde in 1969. In 1974 werden de oorspronkelijke veerboten vervangen door modernere exemplaren. De dienstverlening eindigde op 31 oktober 1980, omdat de kosten te hoog geworden waren. Het inschepen van de rijtuigen in Duinkerken en Dover was te arbeidsintensief.
Links:
- https://web.archive.org/web/20111015034121/http://www.eastbank.btinternet.co.uk/ferry.htm
- https://web.archive.org/web/20060518002658/http://www.dover-kent.co.uk/transport/night_ferry.htm
- http://www.semgonline.com/misc/named_09.html

## Trivia
- Philip Freriks heeft nog in zijn begintijd in Parijs als host op de Night Ferry gewerkt.
- De Night Ferry komt voor in de film The IPCRESS File (1965) en in de detective 'Murder on the Night Ferry' door Bryan Edgar Wallace (ook 1965).
- De trein had in Engeland de bijnaam The only train leaving the country.